# Lupus Racing Team
L'equip Lupus Racing Team (codi UCI: LRT) va ser un equip ciclista professional dels Estats Units. Creat el 2013, el 2015 va passar a categoria Continental

## Principals victòries
- Trofeu del Príncep: Thomas Vaubourzeix (2016)

### Grans Voltes
- Tour de França
  - 0 participacions

- Giro d'Itàlia
  - 0 participacions

- Volta a Espanya
  - 0 participacions

## Classificacions UCI
L'equip participa en les proves dels circuits continentals i principalment en les curses del calendari de l'UCI Amèrica Tour. Aquesta taula presenta les classificacions de l'equip als circuits, així com el seu millor corredor en la classificació individual.
UCI Àfrica Tour
| Temporada | Classificació per equips | Millor ciclista en la classificació individual |
| --------- | ------------------------ | ---------------------------------------------- |
| 2016      | 8è                       | Thomas Vaubourzeix (27è)                       |

UCI Amèrica Tour
| Temporada | Classificació per equips | Millor ciclista en la classificació individual |
| --------- | ------------------------ | ---------------------------------------------- |
| 2015      | 52è                      | Kyle Murphy (414è)                             |
| 2016      | 14è                      | Chad Beyer (44è)                               |

UCI Àsia Tour
| Temporada | Classificació per equips | Millor ciclista en la classificació individual |
| --------- | ------------------------ | ---------------------------------------------- |
| 2015      | 59è                      | Thomas Vaubourzeix (178è)                      |

UCI Europa Tour
| Temporada | Classificació per equips | Millor ciclista en la classificació individual |
| --------- | ------------------------ | ---------------------------------------------- |
| 2015      | 115è                     | Thomas Vaubourzeix (517è)                      |
| 2016      | 136è                     | Thomas Vaubourzeix (1677è)                     |